# St. Georg (Oberndorf)

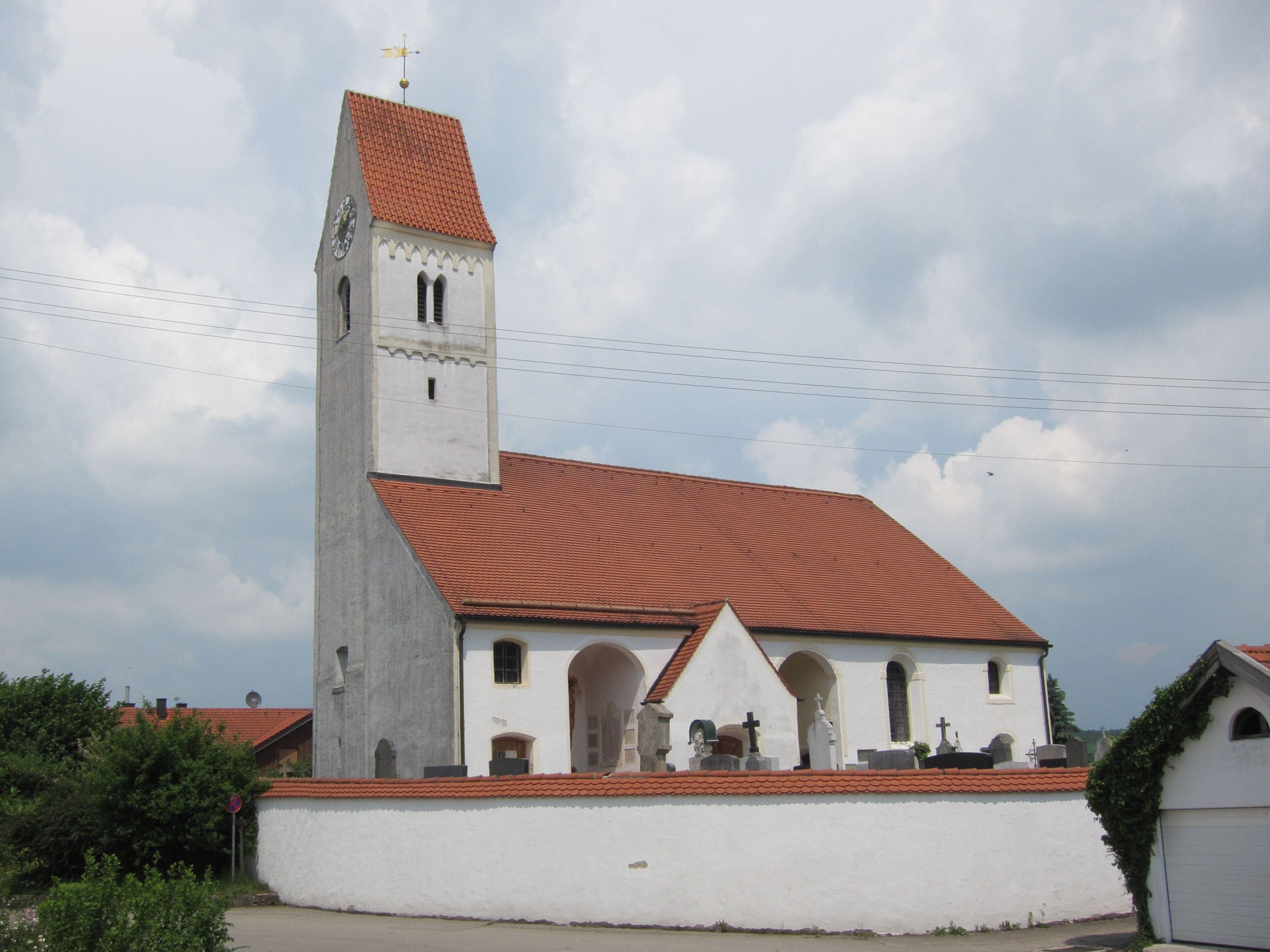
St. Georg in Oberndorf

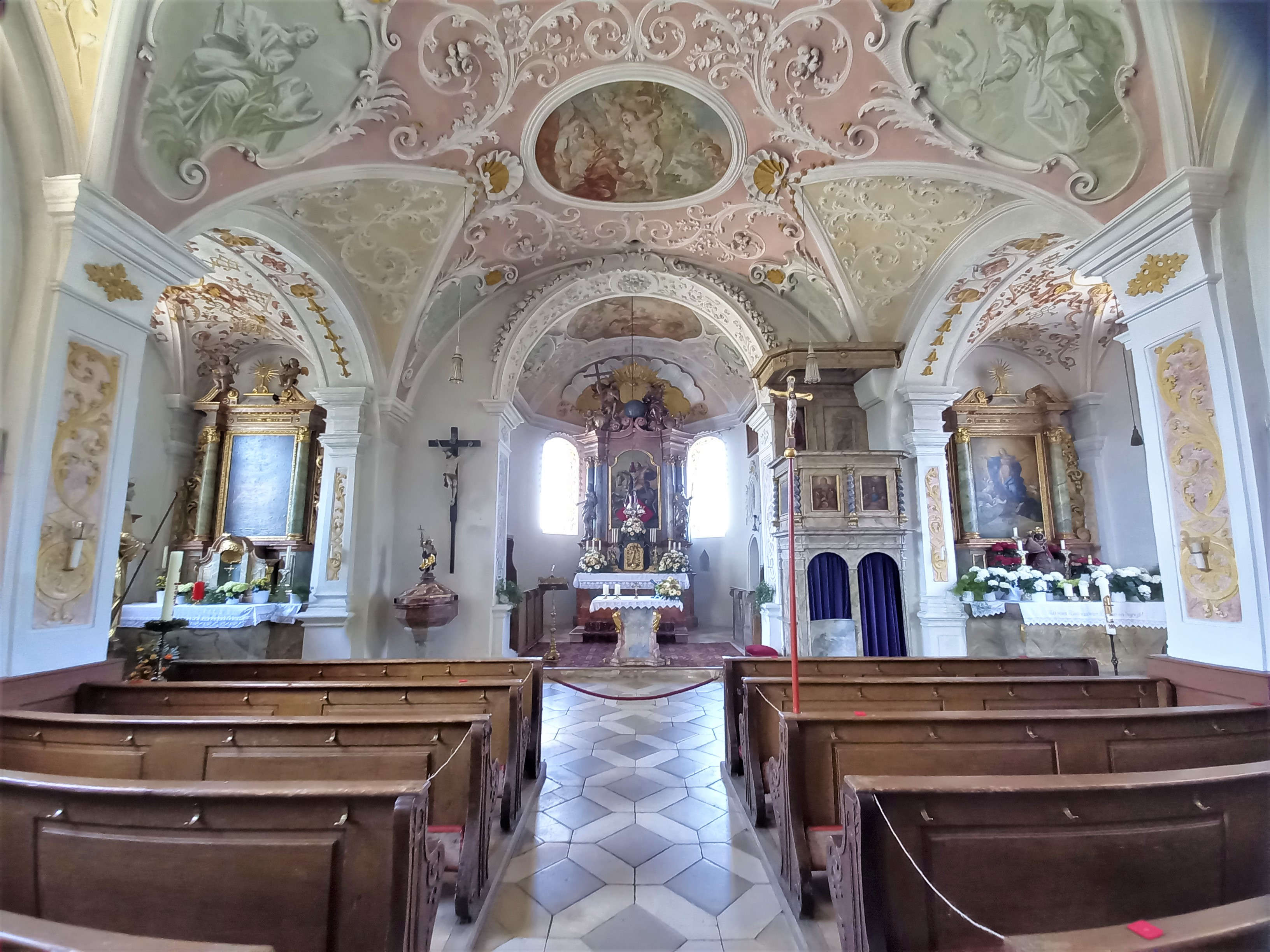
Innenraum

Die römisch-katholische Kuratiekirche St. Georg steht in Oberndorf, einem Gemeindeteil der Kreisstadt Ebersberg im oberbayerischen Landkreis Ebersberg. Sie ist in der Liste der Baudenkmäler in Ebersberg unter der Nr. D-1-75-115-82 eingetragen. Die Kirche gehört zum Dekanat Ebersberg im Erzbistum München und Freising.

## Beschreibung
Die spätgotische Saalkirche wurde 1725 barock umgestaltet. Sie besteht aus dem Langhaus, dem eingezogenen, dreiseitig geschlossenen Chor im Osten und dem vollständig in die Fassade im Westen eingestellten Kirchturm, dessen untere Geschosse aus dem 13./14. Jahrhundert stammen.
Der Innenraum des Langhauses ist mit einem Tonnengewölbe überspannt. Der Stuck und die Fresken werden Johann Baptist Zimmermann zugeschrieben. Der um 1735 gebaute Hochaltar aus Stuckmarmor wird von den Skulpturen des heiligen Sebastian und des Rochus von Montpellier flankiert. Auf dem Altarretabel ist der heilige Georg dargestellt. Im Altarauszug ist die Trinität zu sehen. Vor dem Chorbogen befindet sich ein Beichtstuhl, auf dem die Kanzel sitzt.

## Orgel

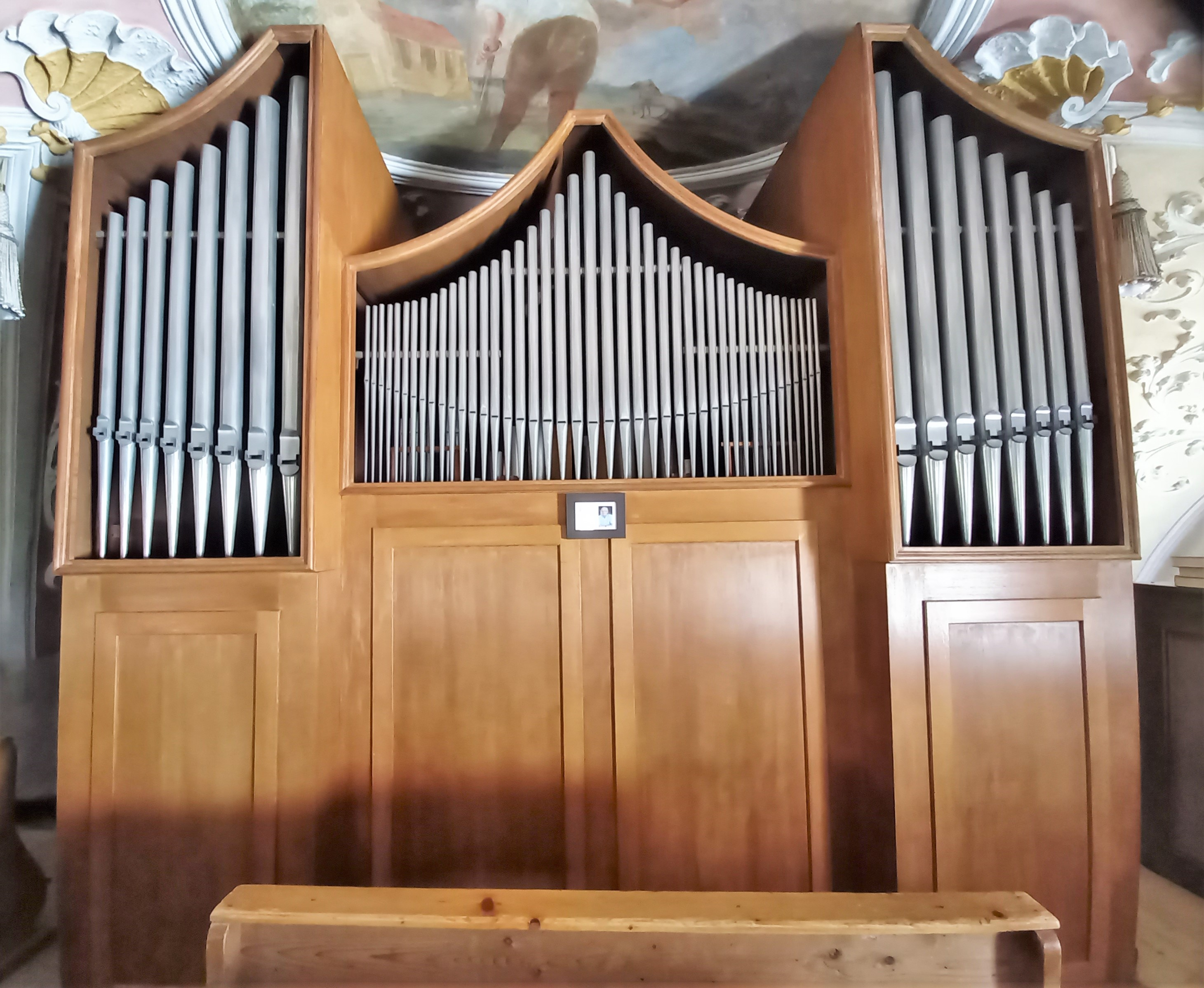
Orgel

Die pneumatische Kegelladen-Orgel auf der Empore mit zehn Registern auf zwei Manualen und Pedal wurde 1960 von Anton Staller gebaut. Das Instrument zählt zu seiner frühen Schaffensperiode. Die Disposition lautet:
| I Manual      |    |
| Gedeckt       | 8′ |
| Salicional    | 8′ |
| Principal     | 4′ |
| Mixtur III–IV | 2′ |

| II Manual   |       |
| Rohrflöte   | 8′    |
| Nachthorn   | 4′    |
| Spitzoctave | 2′    |
| Sifflöte    | 1 ⁄3′ |

| Pedal    |     |
| Subbaß   | 16′ |
| Octavbaß | 8′  |

- Koppeln: II/I, I/P, II/P